# Сензорни живац
Сензорни нерв, или аферентни нерв, је општи анатомски термин за нерв који садржи претежно соматска аферентна нервна влакна. Аферентна нервна влакна у сензорном нерву преносе сензорне информације ка централном нервном систему (ЦНС) од различитих сензорних рецептора сензорних неурона у периферном нервном систему. Моторни нерв преноси информације од ЦНС-а до ПНС-а, а оба типа нерва се називају периферним нервима.
Аферентна нервна влакна повезују сензорне неуроне у целом телу, на путевима до релевантних процесних кола у централном нервном систему.
Аферентна нервна влакна су често упарена са еферентним нервним влакнима из моторних неурона (који путују од ЦНС-а до ПНС-а), у мешовитим нервима. Подражаји изазивају нервне импулсе у рецепторима и мењају потенцијале, што је познато као сензорна трансдукција.

## Улаз у кичмену мождину
Аферентна нервна влакна напуштају сензорни неурон из ганглија дорзалног корена кичмене мождине, а моторне команде које преносе еферентна влакна напуштају врпцу у вентралним коренима. Дорзална и нека од вентралних влакана спајају се као кичмени нерви или мешовити нерви.

## Повреда нерава
Оштећење чулног нерва изазива широк спектар симптома због броја функција које нерв обавља. Трауматске повреде и друга оштећења чулних нерава могу довести до периферне неуропатије, са проблемима као што је смањен осећај положаја који узрокује лошију координацију и равнотежу, поред смањене осетљивости на промену температуре и бол, што доводи до даљих проблема.
На способност осећања бола или промене температуре може утицати оштећење влакана у сензорном нерву. Ово може довести до неуочавања повреда као што су посекотине или да се рана инфицира. Такође може постојати недостатак откривања срчаног удара или других озбиљних стања. Недостатак детекције бола и других сензација је посебно велики проблем за особе са дијабетесом, што доприноси стопи ампутација доњих екстремитета код ове популације. Све у свему, лош осећај и детекција могу довести до промена на кожи, коси, зглобовима и костима током година код многих људи.